# 塞米奇市鎮

塞米奇市鎮於斯洛維尼亞的位置

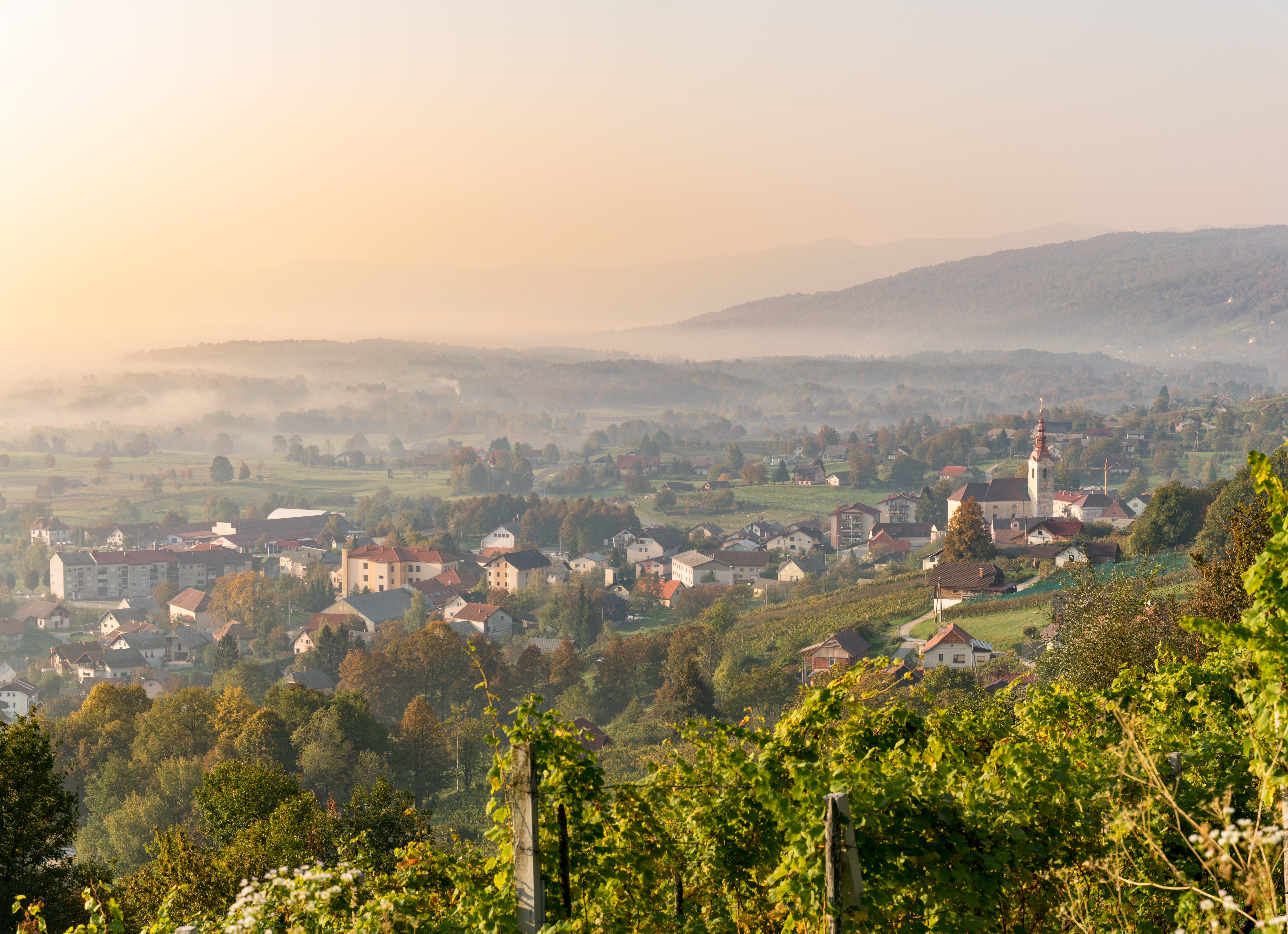
塞米奇市鎮

塞米奇市鎮是斯洛文尼亞東南部的一個市镇，行政中心为塞米奇，属東南斯洛文尼亞統計區。市镇面积为146.7平方公里，2002年人口数量为3,710人。

## 外部連結
- 官方网站  （斯洛文尼亚文）